# Plaza San Lorenzo de Huesca
La plaza San Lorenzo de Huesca lleva el nombre del santo patrón de Huesca y de la iglesia a él dedicada, la Real y Parroquial Basílica de San Lorenzo, que se encuentra en esta plaza.

## Localización y toponimia

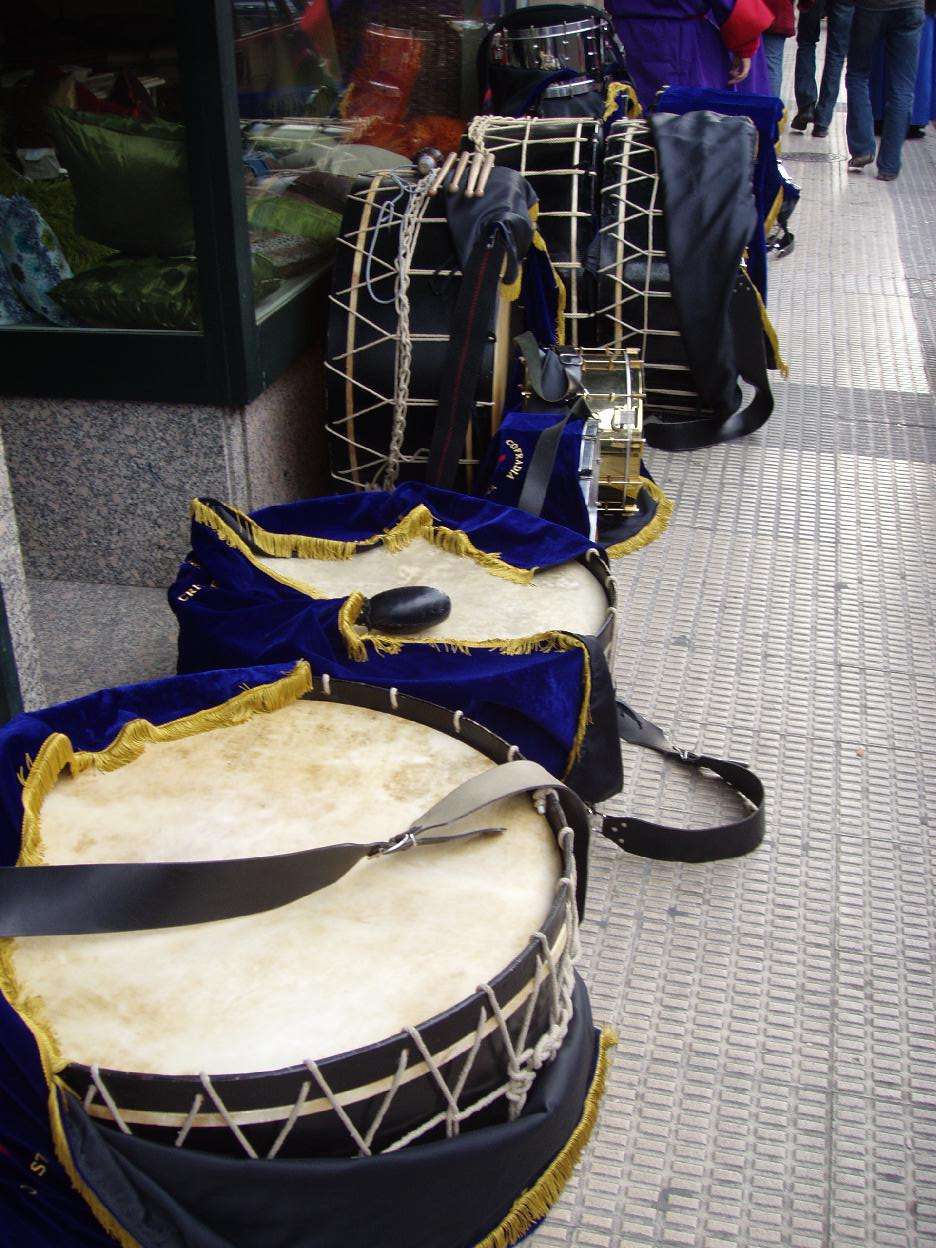
Bombos en la Semana Santa de Huesca.

Se encuentra junto al Coso, frente a la entrada a la Correría y en ella estuvo la plaza de la Alquibla que daba acceso al segundo recinto amurallado de la ciudad. Nombre árabe, que significa mediodía y que lo llevaban también la puerta del muro de piedra que luego se llamaría Arco de la Correría, el barrio circundante, extramuros, y el término de campos y huertos próximos, muchos de ellos propiedad del rey y del alto clero oscense.

## Historia
Fue una zona dedicada primordialmente a actividades comerciales y como corresponde a una de las puertas más importantes de la ciudad y tuvo allí su sede uno de los más concurridos mercados casi hasta finales del siglo XIX.
Las tiendas se disponían también desde la Correría hasta algo más abajo de la iglesia de San Lorenzo. El viejo zoco árabe se llamaba en el siglo XII "Mercado del Trigo", "Plaza de las Hortalizas" y "Plaza Mayor". 
En el siglo XVIII se vendía leña en la plaza pero se montaban tales trifulcas y bataholas entre los vendedores, "espectáculos tan sucios y asquerosos, que por serlo tanto es empacho decillo" que, ante la protesta de los comerciantes, el concejo decidió en 1621 trasladar el mercado de leña a la plaza de Santo Domingo y frente al convento del Carmen Calzado, desde la cruz del Coso hacia arriba.
En este punto se hallaba el llamado "arbellón del Coso", que recogía las aguas de las calles circundantes y las encauzaba hacia la calle San Lorenzo. Junto a la actual fachada de la iglesia hubo en otros tiempos una encrucijada de calles y la plazuela llamada en el siglo XV "de las Barceras", por las barzas o zarzas que allí había.

## Real Basílica de San Lorenzo
En esta plaza se encuentra la Real Basílica de San Lorenzo y aunque nada se sabe de la primitiva iglesia, o del templo románico, que parece fue de más reducidas dimensiones que el actual, pero en cambio si que han llegado hasta nosotros restos de la torre, entre la nave del Evangelio y la fachada, así como los ventanales y restos de tracería gótica del atrio. Igualmente, si que se sabe que en tiempos de Jaime I se agregó la iglesia de San Lorenzo a la Basílica de San Juán de Letrán, en Roma, y que en 1235 había un hospital de San Lorenzo.
Se conoce también la existencia de la Cofradía de Nobles de San Lorenzo, fundada en 1283, en donde se inscribían los monarcas aragoneses, sus hijos y las élites del Reino. En julio de 1596 se encontraba en Huesca -para solventar algunos asuntos concejiles- el Virrey de Aragón, Beltrán III de la Cueva y Castilla, VII duque de Alburquerque, quien no desaprovecho la ocasión que se lo ofrecía y se inscribió en la Cofradía, afirmando "que era muy justo que todos los Príncipes adorasen la tierra que tan valeroso mártir había pisado".

## Celebraciones
Durante las fiestas de San Lorenzo la plaza se convierte en uno de los puntos más importantes de la ciudad con la celebración de los bailes de los Danzantes de Huesca el día 9, tras el inicio de la fiesta, el día 10 cuando sale en procesión por la ciudad acompañado por los Danzantes, desde la basílica el busto relicario del santo realizado en el siglo XVI y el cierre de las festividades el 15 de Agosto, cuando se le retira la pañoleta al santo.